# 卡爾塔瑟區

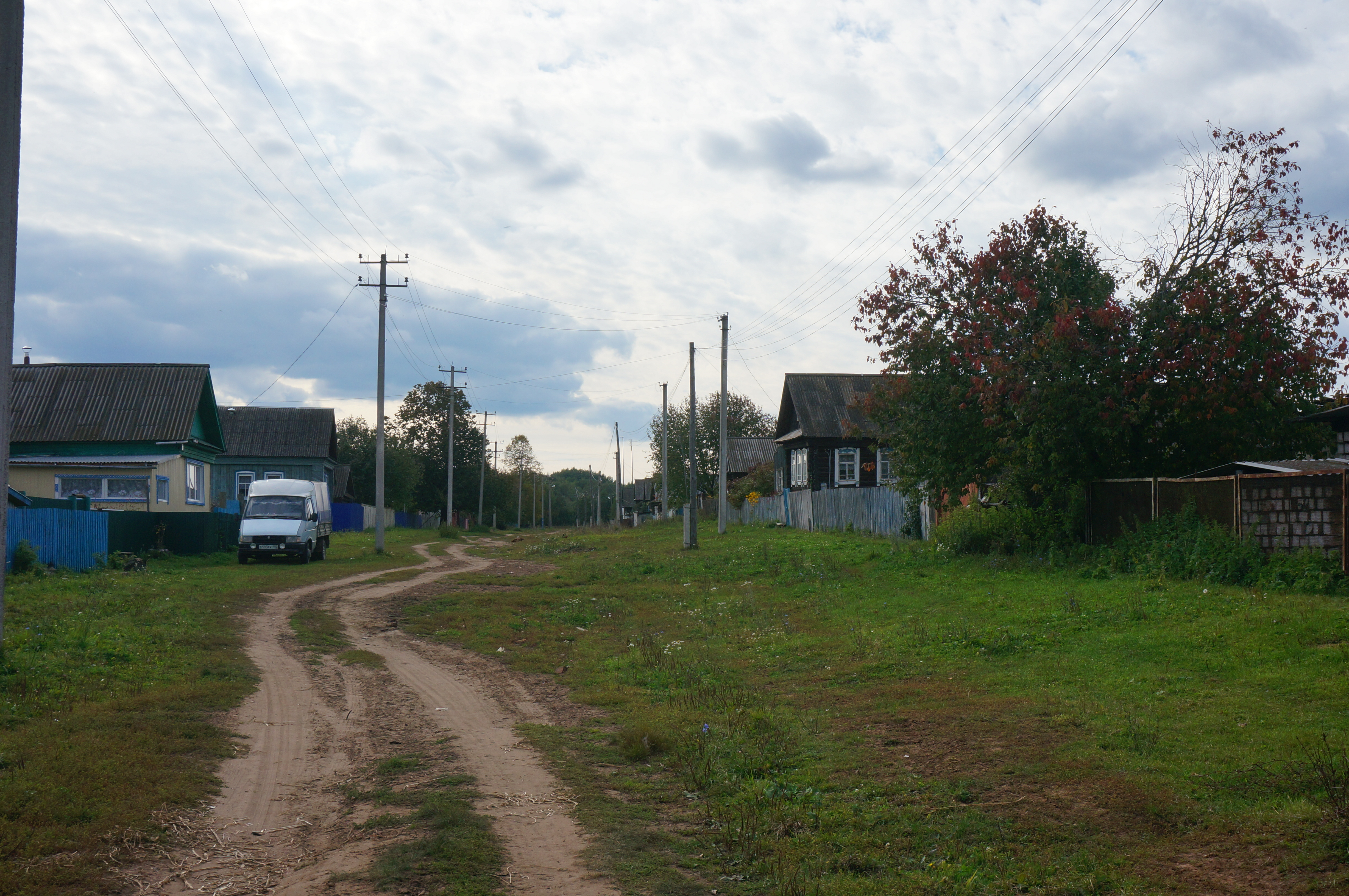

55°58′N 54°48′E / 55.967°N 54.800°E
卡爾塔瑟區（俄语：Калтасинский район），是俄羅斯的一個區，位於該國西南部，由巴什科爾托斯坦共和國負責管轄，始建於1930年8月20日，面積1,548平方公里，2010年人口26,268，人口密度每平方公里16.97人。